# Новый Аул
Новый Аул (лезг. ЦIийхуьр; азерб. Ени Аүл) — село в Магарамкентском районе Дагестана. Административный центр Новоаульского сельсовета.

## Географическое положение
Расположено в 7 км к северо-востоку от районного центра — Магарамкент и в 42 км к юго-западу от города Дербент.

## История
Образовано село в 1940 году путем планового переселения из Рутульского и Ахтынского районов Дагестана. Основное количество переселенцев было переселено из села Нижний Катрух Рутульского района. Позже в село переселилось часть жителей сел из Ахтынского района: Ухул, Храх, Кака, Гра, Маза. 

## Население
| 1970 | 1989  | 2002  | 2010  | 2021  |
| ---- | ----- | ----- | ----- | ----- |
| 1102 | ↗1208 | ↗2442 | ↗2760 | ↗2845 |

Национальный состав
По данным Всероссийской переписи населения 2010 года:
| Народ         | Численность, чел. | Доля от всего населения, % |
| ------------- | ----------------- | -------------------------- |
| лезгины       | 1525              | 55,3 %                     |
| азербайджанцы | 927               | 33,6 %                     |
| рутульцы      | 199               | 7,2 %                      |
| другие        | 109               | 3,9 %                      |
| всего         | 2760              | 100 %                      |